# Handelsskolernes grundforløb
Handelsskolernes grundforløb (ofte forkortet hg) er et 2-årigt erhvervsrettet handelsskoleforløb, der kan påbegyndes direkte efter folkeskolens 9. klasse. Når man er færdig med de 2 år, kan man vælge om man vil have hue på (hvid med lilla bånd)  
Hg udgør første del af en bestemt type erhvervsrettede ungdomsuddannelser, nemlig uddannelserne på Det merkantile område - handel, kontor og finans, som er en af de otte hovedgrupper af erhvervsuddannelser i Danmark.
Som udlært hg-afgangselev skal man finde sig en læreplads, hvor man bliver ansat som lærling/elev i lære i en virksomhed inden for handel, kontor, finans, detailhandlen eller servicesektoren.
Disse læreforløb tager 1-2 år og suppleres undervejs med kortere skoleophold og en afsluttende svendeprøve/fagprøve (eksamen), hvorefter man bliver udlært og typisk ansat i faglærte stillinger som assistent, sekretær, medhjælper eller lignende inden for et bestemt fagområde.